# Janet.Remixed
Janet Remixed (pisany jako janet. Remixed) – siódmy album amerykańskiej artystki Janet Jackson w jej dotychczasowej dyskografii a drugi zawierający zremiksowane wersje utworów. Album został wydany 13 marca 1995 przez firmę Virgin Records.

## Informacje
Podobnie jak w przypadku pierwszego wydawnictwa Control - The Remixes (1987), "Janet Remixed" nigdy nie zostało oficjalnie wydane w jej rodzimej Ameryce. Zremiksowane utwory pochodzą z wydanej dwa lata wcześniej płyty janet., album został wydany w trzech wersjach, każda z wersji różniła się ilością piosenek.Wersja CD (nazywana standardową) zawierała tylko 11 piosenek, wersja albumu wydana na kasecie zawierała 14 utworów a pełną wersją albumu jest dwupłytowe wydawnictwo winylowe zawierające 15 utworów. Album oprócz zremiksowanych utworów Jackson zawierał także trzy dodatkowe utwory zarejestrowane podczas sesji nagraniowej albumu janet. a wydanych później jako "strony B" singli z płyty. Piosenkami tymi były "And on and On", "70's Love Groove" i "One More Chance" - ten ostatni wydany pierwotnie jako strona B singla "If" znalazł się wyłącznie na wersji kasetowej i winylowej albumu "Janet Remixed".
Album nie był promowany żadnym wydawnictwem singlowym, a jedynym utworem prezentowanym przez stacje radiowe była piosenka "And on and On".

## Lista utworów
Edycja podstawowa (CD):
1. "That's the Way Love Goes" (CJ FXTC Club Mix) - 6:22
2. "If" (Brothers in Rhythm House Mix) - 7:07
3. "Because of Love" (Frankie & David Classic 12") - 7:50
4. "And On and On" - 4:48
5. "Throb" (Morales Badyard Club Mix) - 8:59
6. "You Want This" (E-Smoove's House Anthem) - 9:43
7. "Any Time, Any Place" (CJ's 12" Mix) - 8:17
8. "Where Are You Now" (Nellee Hooper Mix) - 5:20
9. "70's Love Groove"  - 5:45
10. "What'll I Do" (Dave Navarro Mix) - 4:17
11. "Any Time, Any Place" (R. Kelly Mix) - 5:11

Edycja wydana na kasecie magnetofonowej – zawiera dodatkowo:
- "One More Chance" - 5:54
- "That's the Way Love Goes" (CJ's 12" R&B Mix) - 6:19
- "You Want This" (Smoove Soul 12") - 6:20
- "Because of Love" (Muggs Full Hip Hop Mix) - 4:08

("Because of Love" (Frankie & David Classic 12"), nie znalazł się na tej edycji)
Podwójna edycja winylowa – zawiera dodatkowo:
- "Because of Love" (Frankie & David Classic 12") - 7:50
- "That's the Way Love Goes" (CJ's 12" R&B Mix) - 6:19
- "You Want This" (Smoove Soul 12") - 6:20
- "Because of Love" (Muggs Full Hip Hop Mix) - 4:08
- "One More Chance" - 5:54